# Lessingbrücke
Die denkmalgeschützte Lessingbrücke führt in Berlin über die Spree.
Sie verbindet die Lessingstraße im Hansaviertel in Mitte mit der Stromstraße in Moabit.

## Entstehung und Nutzung
Die Brücke wurde 1877/1878 von der Baugesellschaft am kleinen Tiergarten im Zusammenhang mit der Errichtung des Hansaviertels als hölzerne Jochbrücke mit festem Überbau unter dem Namen Stromstraßenbrücke errichtet, sie diente einer kurzen Verbindung mit dem bereits seit langem besiedelten heutigen Ortsteil Moabit. Im Jahr 1897 erhielt sie den Namen des Dichters Gotthold Ephraim Lessing.
Die hölzerne Konstruktion wurde nach Plänen des Stadtbaurates Ludwig Hoffmann zwischen 1901 und 1903 durch einen steinernen Neubau ersetzt, der sich in mehreren Bögen über die Spree erstreckte. Die Mittelöffnung hatte eine lichte Weite von 29,60 Metern, bei einer Durchfahrtsbreite von 13 Metern und einer Durchfahrtshöhe von 4,30 Metern und war damit für die Passage großer Spreekähne geeignet. – Die Brücke war 19 Meter breit, wovon zwei Gehwege von je vier Metern Breite abgingen. Als Verkleidung des Brückenkörpers wurde roter Sandstein eingesetzt.
Am 8. Juni 1902 eröffnete der Berliner Magistrat unmittelbar am Ufer unter der Lessingbrücke eine Flussbadeanstalt für Frauen.
Im Zweiten Weltkrieg wurde die Brücke zwar stark beschädigt, aber nicht total zerstört. So erfolgte 1950 ein provisorischer Wiederaufbau in den ursprünglichen Formen, der aber eine Tragfähigkeitsbeschränkung auf die Brückenklasse 30 – das heißt maximal 30 Tonnen – mit sich brachte. Die Brücke wurde unter Denkmalschutz gestellt.

## Zweiter Neubau
Wegen der starken Zunahme des Warentransports auf der Straße durch den naheliegenden Westhafen und der immer größer werdenden Spreekähne musste eine neue Brücke geplant werden, die Lasten bis zu 240 Tonnen und unter der Brücke auch die Begegnung zweier Transportschiffe ermöglicht.
Die Berliner Senatsverwaltung für Stadtentwicklung als Eigentümer schrieb Anfang der 1980er Jahre einen Wettbewerb aus, der zunächst einen zeitgemäßen Brückenneubau ohne Stützen im Wasser vorsah. Die eingereichten Entwürfe fanden jedoch bei der Denkmalschutzbehörde keine Zustimmung, so wurde danach eine weitgehende Nachgestaltung der alten Form- und Stilelemente vorgegeben, was schließlich durch eine nach oben geführte stählerne Stabbogenkonstruktion für das Mittelteil und den gestalterischen Nachbau der Ansichtsflächen der seitlichen Bögen sowie der Brückengeländer, Pfeileraufbauten und Treppenabgänge erreicht wurde. Die Bronzereliefs mit Szenen aus Lessings Werken schuf der Bildhauer August Jäkel 1983 nach Fotovorlagen neu. Die Berliner Firma Gregull + Spang, die das Tragwerk geplant hatte, führte den Bau dann auch aus und gibt auf ihrer Homepage folgendes an: „Der Zusammenbau der neuen Brücke erfolgte an Land. Danach wurde ein Brückenende auf Pontons abgesetzt und mit Schreitwerken am anderen Brückenende über die Spree geschoben. Autokräne an den Widerlagern senkten die Brücke auf die endgültigen Lagerpunkte.“

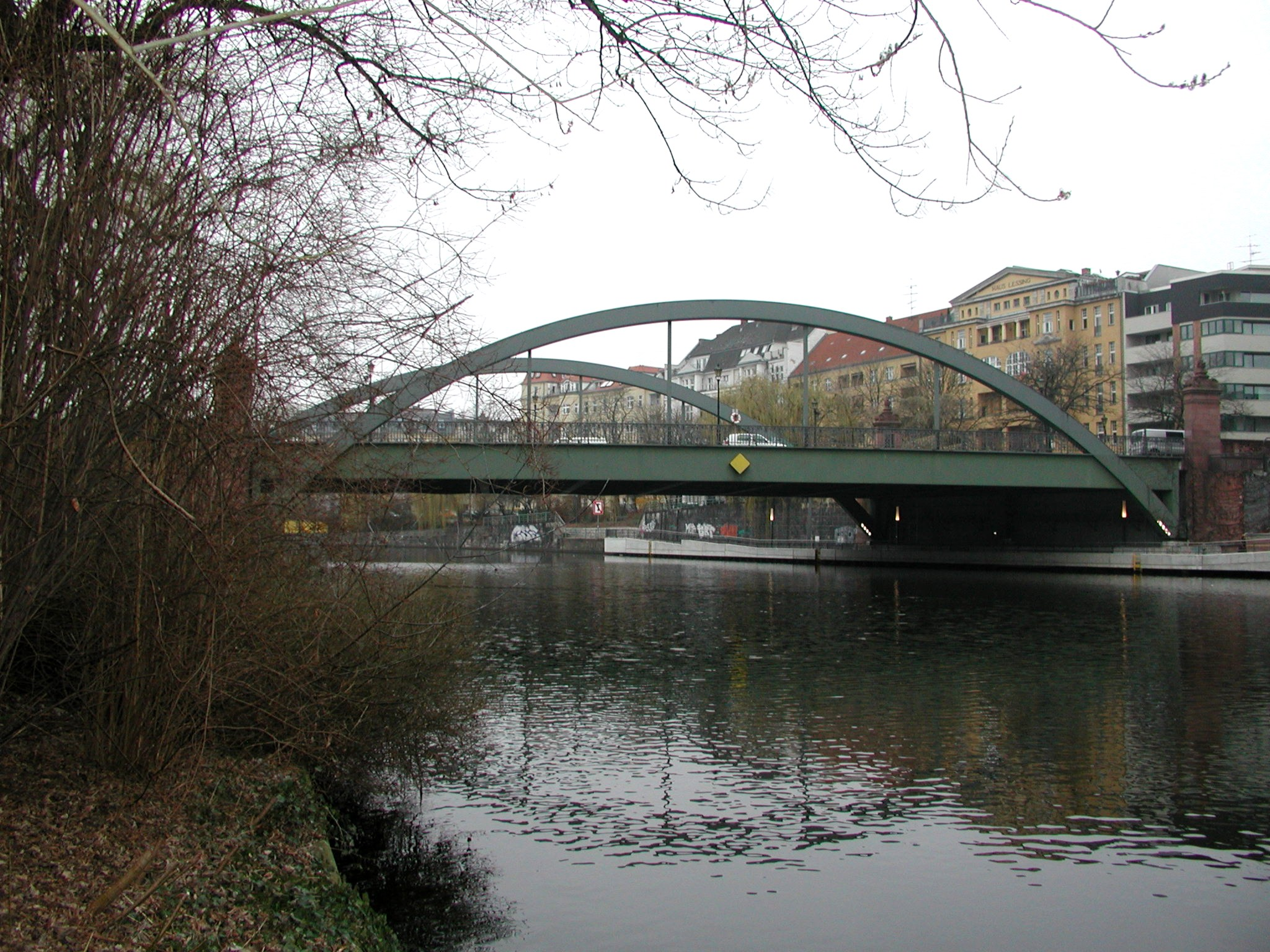
Ostsicht auf die Brücke

Am Spreeufer ließ der Berliner Senat einen durchgängigen Fuß- und Radweg anlegen, der auf der Moabiter Seite die Lessingbrücke unterquert. Der Bauabschnitt an der Brücke wurde zwischen 2005 und April 2007 ausgeführt und kostete 500.000 Euro.

## Die Lessingbrücke in der Kunst
An den vier Pfeileraufbauten der ersten Bogenbrücke waren Bronzereliefs mit Darstellungen der jeweiligen Schlussszenen von vier Lessingschen Dramen (Miss Sara Sampson, Emilia Galotti, Nathan der Weise und Minna von Barnhelm) angebracht, die der Bildhauer Otto Lessing gestaltet hatte. Die Reliefs wurden im Zweiten Weltkrieg eingeschmolzen. Die nachfolgende Galerie zeigt die Nachgüsse von 1983.

Die vier Bronzereliefs
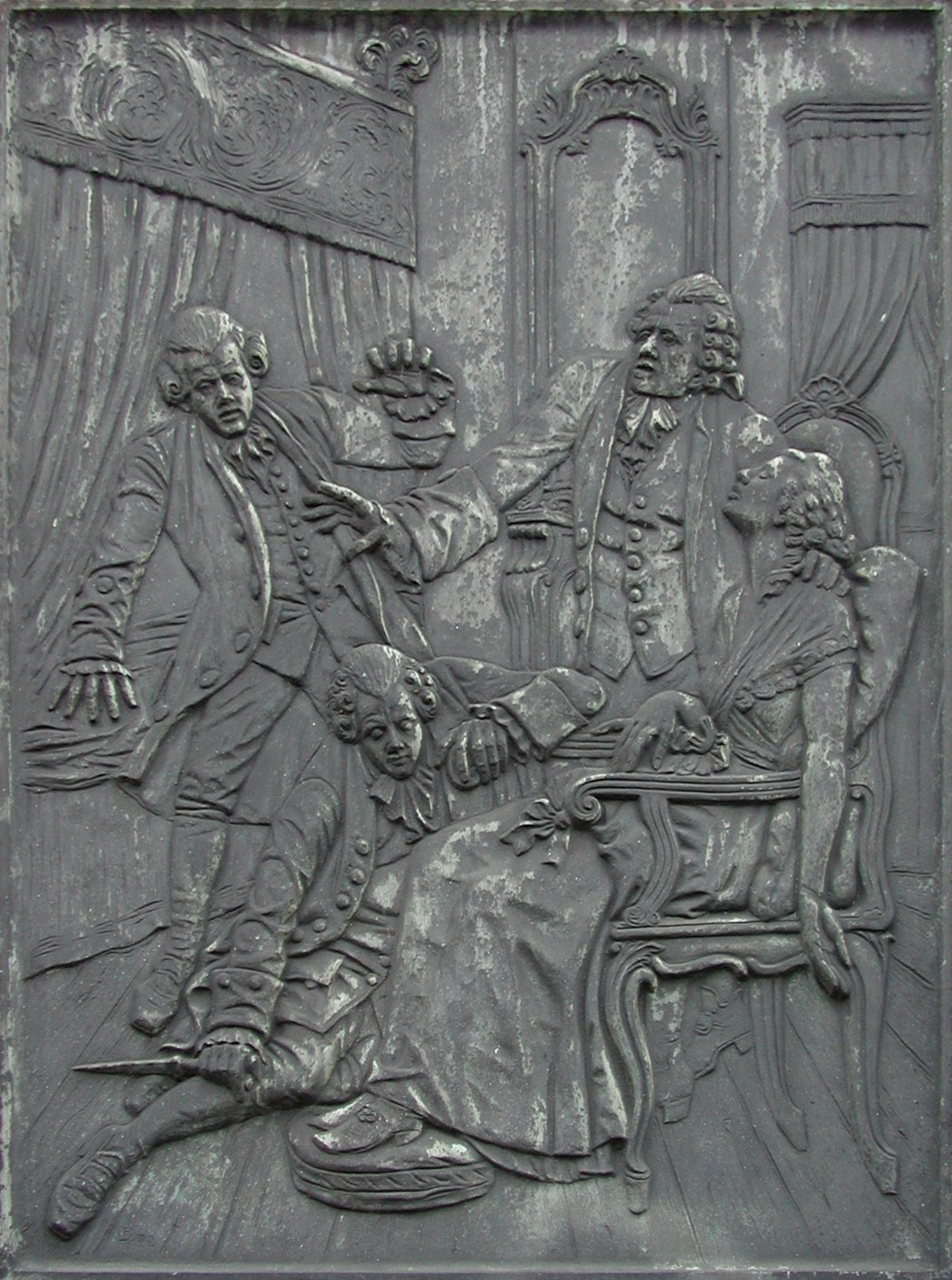
Miss Sara Sampson
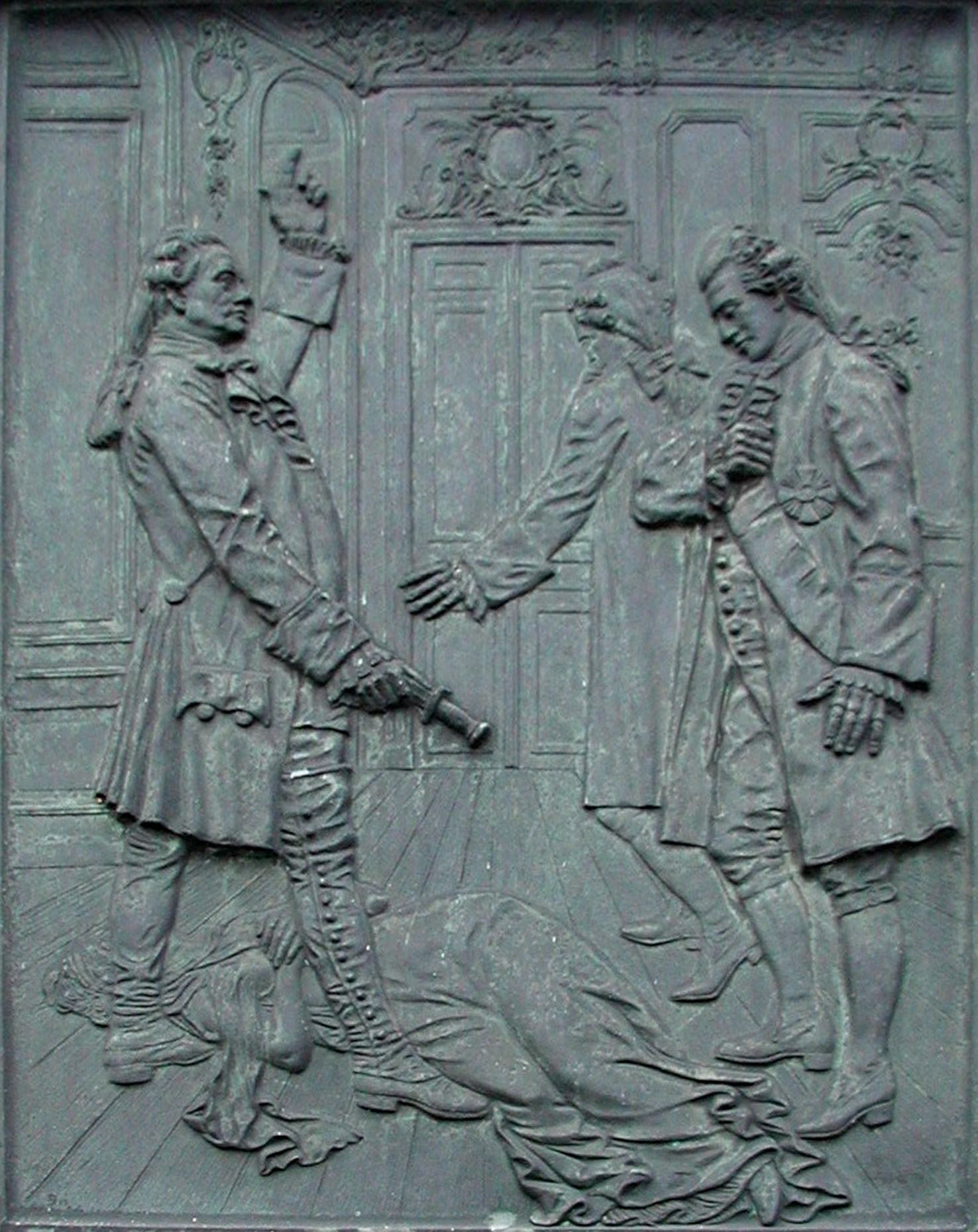
Emilia Galotti
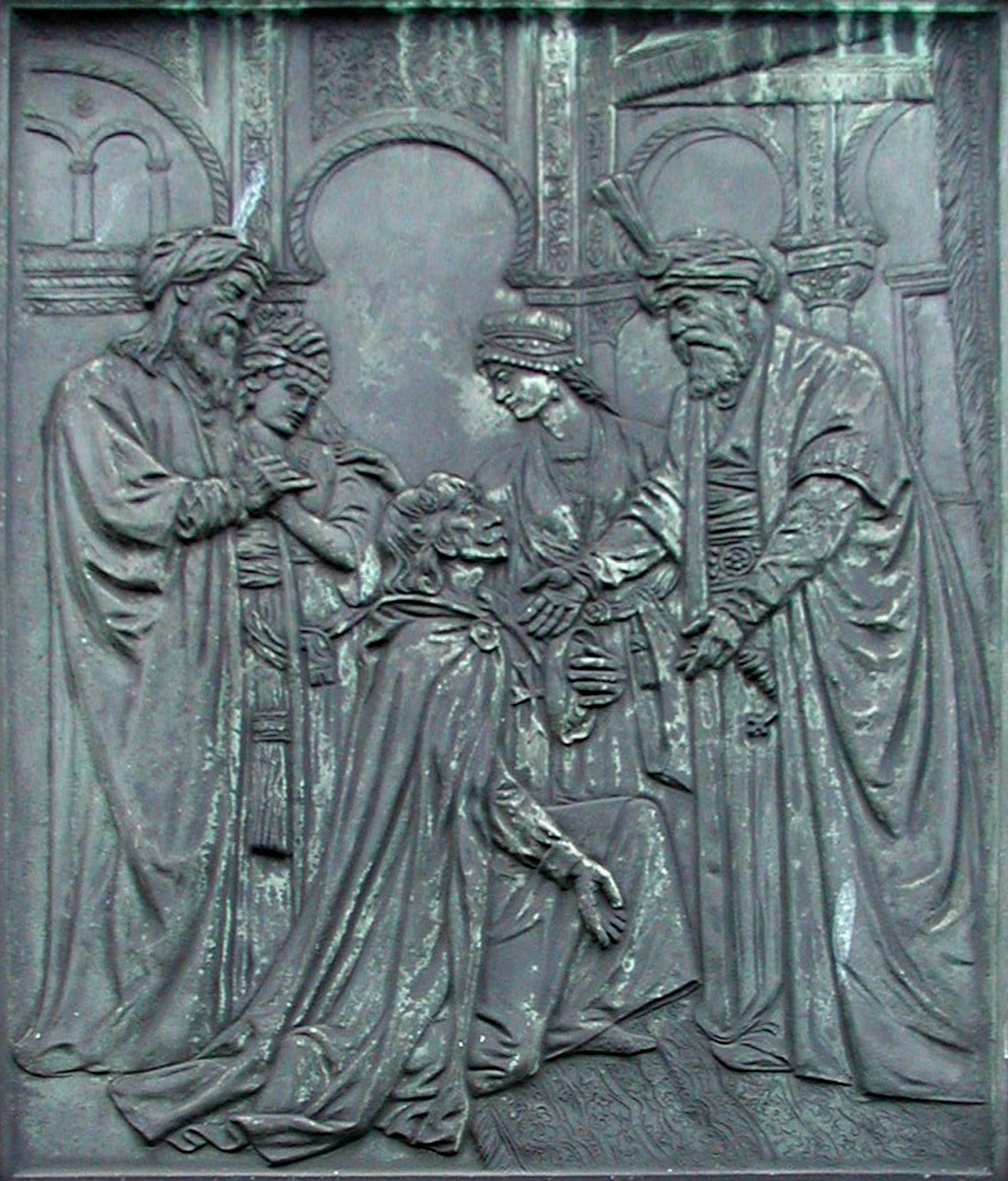
Nathan der Weise
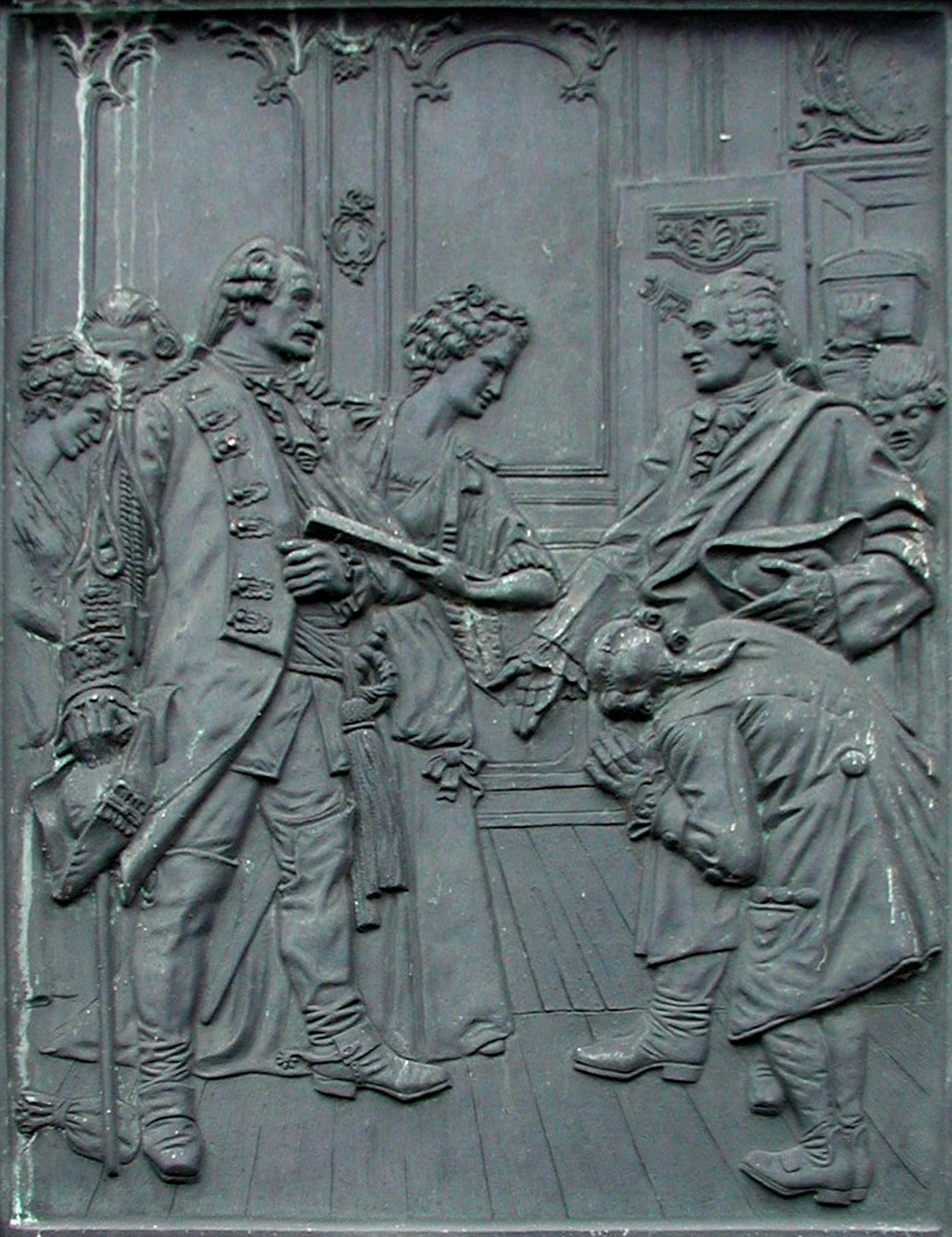
Minna von Barnhelm

Die Brücke wurde bereits mehrfach zum Motiv bildender Künstler. Hans Brass, Expressionist und Mitglied der Novembergruppe, schuf drei Ölbilder (1919, 1920 und 1952), einen Linolschnitt (1919) und eine Kreidezeichnung (1950). Walter Kohlhoff stellte die Brücke 1978 auf einem über einer Bleistiftskizze ausgeführten Aquarell dar. Heinz Sterzenbach schuf 1994 ebenfalls ein Aquarell, das die Lessingbrücke zeigt.